# NGC 3282
NGC 3282 é uma galáxia lenticular (SB0) localizada na direcção da constelação de Hydra. Possui uma declinação de -22° 18' 07" e uma ascensão recta de 10 horas, 32 minutos e 21,8 segundos.
A galáxia NGC 3282 foi descoberta em 5 de Maio de 1886 por Lewis A. Swift.